# Cylindromyrmex striatus
Cylindromyrmex striatus é uma espécie de inseto do gênero Cylindromyrmex, pertencente à família Formicidae.